# 弢园文录外编
《弢园文录外编》王韬在清光绪壬午年（1882年）在香港出版的洋务政论集，收集王韬历年在他创办的《循环日报》上发表的变法自强政论和为各种书籍所写的序跋，其时王韬在上海，此书由洪茂才校对，由香港印务总局排印。《弢园文录外编》是中国最早的政论集。

## 篇目
全书共十二卷185篇：
- 卷一 共13篇，包括《原道》、《原人》、《变法上》、《变法下》、《重民上》、《重民下》等。
- 卷二 共13篇，包括《洋务上》、《洋务下》、《变法自强上》、《变法自强中》、《变法自强下》
- 卷三 共15篇，包括《设领事》、《传教上》、《传教下》、《练水师》、《制战舰》、《建铁路》、《除额外权利》。
- 卷四 共14篇，包括《欧洲各都民数》、《英人减兵非计》、《禁鸦片》、《记英国政治》、《英重通商》、《俄人志在并兼》、《中外合力防俄》
- 卷五 共16篇，包括《英宜保土》、《英俄经营亚洲》、《西人重日轻华》、《亚洲半属欧人》、《中国自有常尊》、《日本通中国考》、《琉球朝贡考》
- 卷六 共10篇，包括《驳日人言取琉球有十证》、《琉事不足辩》、《吕宋岛设立领事议》、《香港略论》。
- 卷七 共15篇，包括《择友说》、《平贼议》、《答强弱论》、《强弱论》、《论日报渐行于中土》、《宜索归澳门议》。
- 卷八 共15篇，包括《送西儒理雅各回国序》、《征设香海藏书楼序》、《火器说略前序》、《火器说略后序》、《普法战记前序》、《创建东华医院序》、《创建澳门境湖医院序》。
- 卷九 共20篇，包括《艳史从钞序》、《花国剧谈自序》、《日本杂事诗序》、《弢园尺牍序》。
- 卷十 共19篇，包括《火器说略前跋》、《火器说略后跋》、《书重刻弢园尺牍后》、《跋上海字林西报后》、《华夷辨》、《上当路论时务书》。
- 卷十一 共18篇，包括《法越交兵记序》、《浮生六記跋》、《弢园老民自传》、《英医合信氏传》。
- 卷十二 共18篇，包括《言和》、《言战》、《治兵》、《择将》、《用兵上》、《用兵下》

## 版本
1. 《弢园文录外编》 清光绪六-九年（1880-1883）(弢园丛书).
2. 《弢园文录外编》 清光绪八年（1882年） 香港印务总局
3. 《弢园文录外编》 清光绪二十三年（1897年） 上海长州王氏本
4. 《弢园文录外编》 中华书局 1959年
5. 《弢园文录外编》 郑州中州古籍出版社 1998  ISBN 7-5348-1710-2

前四种版本都是足本；中州古籍出版社本，卷八至卷十二各卷只选录了大约三分之一的篇章。